# Americocentrismo

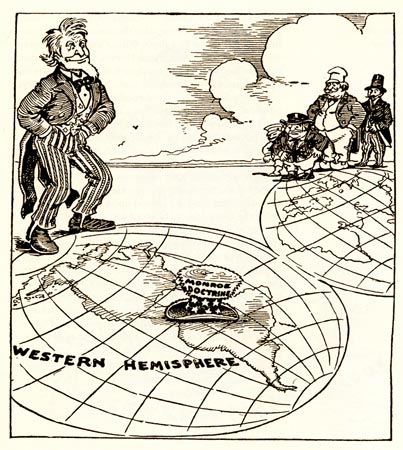
Um cartum de um jornal de 1912 destacando a influência dos Estados Unidos na América Latina após a Doutrina Monroe

Americocentrismo é uma tendência a assumir que a cultura dos Estados Unidos é mais importante do que a de outros países ou a julgar culturas estrangeiras com base nos padrões culturais americanos. Refere-se à prática de ver o mundo de uma perspectiva excessivamente focada nos Estados Unidos, com uma crença implícita, consciente ou subconscientemente, na preeminência da cultura americana.
O termo não deve ser confundido com o excepcionalismo americano, que é a afirmação de que os Estados Unidos são qualitativamente diferentes de outras nações e costuma ser acompanhado pela noção de que os Estados Unidos têm superioridade sobre todas as outras nações.

## Na mídia
Foi percebido que as redes de televisão americanas contêm um viés americocêntrico na seleção de seu material.
Outro exemplo de americocentrismo está no alto foco que as empresas têm nos mercados dos Estados Unidos em relação aos outros mercados. Frequentemente, os produtos produzidos e desenvolvidos fora dos Estados Unidos ainda são comercializados como tipicamente americanos.
De acordo com a Comissão Europeia, a governança da Internet (em particular a relacionada com a Agência de Segurança Nacional) é muito americocêntrica. Ela criticou o papel principal da empresa americana ICANN em sua administração.
A Wikipédia em inglês foi criticada por ter um viés sistêmico americano no que diz respeito à sua preferência ocasional por fontes, idioma e ortografia em inglês americano.